# Trigun
Trigun (トライガン, Toraigan) est un manga écrit et dessiné par Yasuhiro Nightow. Il a été prépublié dans le magazine Monthly Shōnen Captain entre 1996 et 1997 et a été compilé en trois volumes. Une réédition a ensuite vu le jour par Shōnen Gahōsha. Une suite nommée Trigun Maximum a vu le jour entre 1999 et 2014. Le manga est édité en version française par Tonkam.
Le manga a été adapté en série animée en 1998, et en film d'animation en 2010. Son préquel intitulé Trigun Stampede est diffusé entre janvier et mars 2023. 

## Présentation
L’anime se déroule dans un futur lointain où les humains ont épuisé toutes les ressources naturelles de la Terre et ont été contraints d’émigrer sur une planète hostile brûlée par les rayons de deux soleils. Le contexte de la série : l’environnement et le mode de vie des personnages renvoient à l’époque de la conquête de l’Ouest. Les restes d’une technologie avancée, vestige d'une autre époque, contrastent avec le mode de vie de la population.
Alors que le nouveau monde se construit, un nom associé à la destruction de July, une ville de plus d’un million d’habitants, fait trembler toutes les lèvres et les plus fines gâchettes. C’est celui de Vash The Stampede. Désigné comme le typhon humanoïde à cause de l’ampleur des dégâts causés par chacun de ses passages, personne ne semble savoir réellement ce qu’il est ni son but.
L’anime et le manga dépeignent le parcours de ce personnage, ses aventures et ses tribulations à la recherche de réponses à des questions existentielles. Il est toujours accompagné de Meryl et Milly, deux employées d’assurance chargées de s'assurer qu’il fasse le moins de dégâts possible.

## Personnages

### Personnages principaux
- Vash the Stampede : c'est le personnage principal de l'histoire. Il aurait causé la destruction de la ville de July le 21 juillet de l'an 104 à 14 h 6. Il n'a aucun souvenir de cette période et ne sait donc pas s'il est responsable ou non de ce dont on l'accuse. Les seuls souvenirs qu'il possède datent de son réveil lors de cette catastrophe et certains morceaux de son enfance. C'est un redoutable tireur qui essaye de ne tuer personne. Les rumeurs à son sujet sont toutefois fausses pour la plupart ; la majorité des choses qu'on lui reproche sont provoquées à son insu, ce qui ne l'empêche pas de se sentir autant responsable que s'il était seul en cause.
- Meryl Stryfe : c'est une des deux personnes qui a été chargée par la compagnie d'assurance Bernardelli de surveiller Vash the Stampede afin que celui-ci commette le moins de dégâts possibles. Déterminée et dotée d'un fort caractère, elle prend sa mission très à cœur, malgré les dangers rencontrés sur son périple. Elle est aussi connue sous le surnom de Derringer Meryl.
- Milly Thompson : c'est la comparse de Meryl Stryfe, qui est sa supérieure hiérarchique. D'un tempérament naïf et bienveillant, elle n'en reste pas moins une combattante très compétente. Elle est la cadette d'une famille de 10 frères et sœurs, mais cadette ou pas, elle est plus grande et plus forte que la plupart des personnages masculins. Elle est également connue sous le pseudonyme Stungun Milly.
- Nicholas D. Wolfwood : compagnon de route occasionnel du héros, c'est un prêtre itinérant faisant partie de l'Œil de Michael. Il a été envoyé parmi les Gung-oh-Guns afin de prendre le rôle de « Chapel ». Par la suite Knives lui demande d'accompagner Vash sans en informer le reste des Gung-oh-Guns. Il deviendra cependant un ami fidèle pour Vash.
- Millions Knives : frère jumeau de Vash, il a provoqué la chute des vaisseaux transportant les humains en hibernation jusqu'à une nouvelle planète, et est de ce fait en partie responsable de la mort de Rem. Persuadé que les êtres humains sont des parasites à éradiquer, il fait tout ce qu'il peut pour prouver à Vash à quel point l'humanité est horrible, n'hésitant pas à risquer la vie de son frère pour cela.
- Rem Saverem : c'est la femme qui a recueilli Vash et Knives lorsqu'ils sont apparus, on ne sait trop comment. Elle les a élevés comme une mère. C'est son sacrifice qui va permettre à quelques vaisseaux du projet Seeds d'atterrir sur la planète sans être détruits.

### Gung-Ho Guns
- Legato Bluesummers : serviteur dévoué de Millions Knives, il a fait siens les désirs de son maître, à savoir de faire vivre l'enfer à Vash. Il peut utiliser ce qu'il appelle des "fils" afin de contrôler les corps contre la volonté de leurs maîtres. De plus, pour servir les intérêts de Knives, il a réuni une bande de tueurs exceptionnels dont il est le chef incontestable. Cruel et sans pitié, il n'hésite pas à mettre la vie d'innocents en péril, voire à tuer.
- Monev The Gale : no 1 des Gung-Ho Guns. C'est le premier réel ennemi à se mesurer à Vash. Il est pourvu de deux mitrailleuses rotatives (une sur chaque bras). Il a passé 20 ans de sa vie dans une cave à se muscler et préparer sa rencontre contre sa cible. Malheureusement, toutes ces années d'entrainement n'auront pas suffi pour vaincre Vash, qui l'épargne.
- Dominique the Cyclop : no 2 des Gung-Ho Guns. Elle utilise un œil capable d'hypnotiser un court instant ses adversaires en les privant de tous leurs sens afin de leur faire croire qu'elle se déplace presque en se téléportant. Elle nomme cet œil le "Demon's Eye" mais Vash va réussir à la contrer en se focalisant sur la douleur.
- E.G. Mine : no 3 des Gung-Ho Guns. Il est équipé d'une espèce de boule à pics et peut les éjecter en tirant sur des fils reliés à ses doigts. Cependant il sera un adversaire facile pour Vash qui le désarme sans problème.
- Leonov the Puppetmaster : no 4 des Gung-Ho Guns. C'est un maître-marionnettiste capable de manipuler des centaines de pantins meurtriers. Il peut également se servir de ceux-ci pour communiquer avec Vash tout en restant à l'écart du combat.
- Hoppeard the Gauntlet : no 6 des Gung-Ho Guns. C'est un être atrophié pourvu de jambes si minuscules qu'il ne les utilise pas. En compensation le haut de son corps est parfaitement musclé. Il se bat en utilisant un bouclier de la forme d'une balle pourvu d'une mitrailleuse en son milieu. Il voue une haine particulière à Vash à cause de l'accident de July qui a tué son grand amour.
- Grey the Ninelives : très grand, musclé et peu bavard, ce Gung-Ho Guns a la réputation d'avoir neuf vies et se révèle être un adversaire particulièrement coriace, résistant notamment aux balles. Sa puissance de feu est également spectaculaire et lui permet d'infliger beaucoup de dégâts sur son passage.
- Raidei The Blade : no 9 des Gung-Ho Guns. C'est le samouraï typique avec son katana, avec lequel il peut produire de fortes ondes destructrices et dont il peut éjecter la lame à la manière d'un fusil. Dans le manga, il porte des espèces de patins à roulettes, lui permettant d'atteindre une vitesse prodigieuse.
- Midvalley the Hornfreak : n°11 des Gung-Ho Guns. C'est un maître du son capable de jouer avec son saxophone des mélodies fatales pouvant détruire des bâtiments, de repousser les balles ou de blesser ses opposants. Son saxophone est également équipé d'une mitrailleuse.
- Zazie the Beast : no 12 des Gung-Ho Guns (n°4 dans le dessin animé). Ce personnage étrange peut communiquer avec les animaux, qui lui obéissent. Il peut également transférer son âme d'un corps à un autre mais semble ne pas apprécier de devoir le faire. Dans l'anime, Zazie the Beast est un enfant capable, comme il le dit lui-même, de faire abstraction de sa conscience et de tuer sans aucun remords.
- Crimson Nail : no 13 des Gung-Ho Guns. Il est considéré comme le plus fort des Gung-Ho Guns et utilise une sorte de valise longue qui se révèle en fait être une arbalète lanceuse de clous. On peut également noter que c'est un travesti. Il n'apparaît pas dans le dessin animé.
- Kain the Longshot : ce Gung-Ho Guns est un sniper. Il utilise un fusil dont le canon de plusieurs mètres lui permet de réaliser des tirs à très longue distance avec beaucoup de précision. Il utilise aussi une cape qui le rend presque invisible, comme le camouflage des caméléons. Son apparition est exclusive au dessin animé.

### L'Œil de Michael
- Livio the Double Fang : Tueur de grand talent, il combat avec deux croix chrétiennes qui se révèlent être chacune une double mini-mitrailleuse (une vers l'avant et l'autre vers l'arrière). Il n'apparaît pas dans le dessin animé.
- Razlo the Trip of Death : L'un des meilleurs tueur de l'organisation, il s'agit en fait d'une double-personnalité de Livio the Double Fang qui est pourvue d'un troisième bras mécanique. Pour se battre, Trip of Death utilise trois Punisher qu'il tient à bout de bras. En raison de l'énorme différence de comportement entre cette deuxième personnalité et la première, l'Œil de Michael lui a accordé une existence à part.
- Chapel : Un des doyens de l'organisation. Il a été l'instructeur de Nicholas, de Livio et de Razlo. Il était un maître exigeant et acceptant peu de disciples. Quand Nicholas a quitté l'organisation, il a blessé Chapel au point de le priver à jamais de ses jambes. Depuis il rêve de se venger de Nicholas, sauf si celui-ci rejoint de nouveau l'Œil de Michael. Il reste redoutable et redouté malgré son fauteuil roulant. Il utilise deux armes semblables au Punisher, si ce n'est qu'elles ne sont que des mitrailleuses et que le bout de l'arme est constitué de 4 piques. Dans le dessin animé, c'est un autre personnage nommé Chapel the Evergreen qui affronte Nicholas, dont il a été le mentor.

## Armes
- 45 Long Colt : arme favorite du héros, cet imposant revolver possède un barillet de 6 balles. Ce revolver a un rechargement à barillet ouvrant avec éjection automatique des cartouches, un canon placé en bas du barillet et une platine double action. "45 LONG COLT AGL  ARMS FACTORY" est écrit sur le côté gauche. Il existe en deux exemplaires, qui ont tous les deux été créés par Knives après le crash des vaisseaux de migration des humains. Le premier exemplaire, celui de Knives, est noir, tandis que le second, qui appartient à Vash, est argenté.  En plus d'être un excellent pistolet que Vash manie avec une grande précision et rapidité, l'arme peut, par un étrange phénomène, se lier à son bras, formant ainsi un bras-canon hybride à la puissance spectaculaire pouvant raser entièrement une grande ville.
- Bras-mitrailleuse : cette arme est la botte secrète de Vash. Après s'être fait couper son bras gauche par Knives, il s'est fait installer une prothèse très évoluée technologiquement qui en plus de faire office d'un bras fonctionnant de manière naturelle, recèle une mitrailleuse, sortant en pivotant sur le poignet, qui se révélera très pratique pour surprendre ses adversaires. Le premier bras étant détruit, Vash se fera installer par la suite un modèle plus perfectionné et dont le mécanisme de déploiement permet de ne pas abîmer ses vêtements, la main se séparant en deux pour laisser sortir l'arme.
- Punisher : arme spécifique mise au point par l'Œil de Michael. Cette immense croix chrétienne de taille humaine est "le fardeau des péchés" de Nicholas D. Wolfwood. Elle est suffisamment résistante pour encaisser les tirs de nombreux opposants, ce qui permet à son détenteur de s'abriter derrière elle au cours d'une fusillade. Elle recèle un arsenal spectaculaire : les deux branches latérales cachent chacune une batterie de 4 pistolets (pour un total de 8 donc), la branche longue contient une sulfateuse et la branche courte un lance roquette. Le tout permet à Wolfwood de pallier beaucoup de situations périlleuses. Dans le dessin animé, Chapel the Evergreen en possède une similaire pouvant se scinder en deux mitrailleuses, lui permettant alors d'avoir une arme dans chaque main.
- Double Fang : une autre arme créée par l'Œil de Michael. Elle possède deux positions : une position de repos où Livio, son possesseur, l'accroche à ses manches et où l'arme a toujours la forme de croix chrétienne chère à l'organisation, et une position d'attaque où l'arme se déplie, dévoilant deux pistolets mitrailleurs tournés chacun dans un sens opposé. Comme son nom le sous-entend, l'arme est en deux exemplaires, ce qui finalement donne quatre pistolets mitrailleurs.
- Derringer : cette arme n'est qu'un minuscule pistolet à un coup, que Meryl Strife utilise pour se défendre. Un coup peut sembler peu, mais Meryl en possède une quarantaine cachés dans son manteau, et elle rate rarement ses tirs.
- Gatling : l'une des armes les plus impressionnantes de la série. Milly transporte cette arme extrêmement lourde cachée sous son manteau sans que personne s'en doute. Cependant, comme Milly est plutôt pacifiste, cette arme infernale n'est pas chargée de balles mais de cylindres qui se déplient en croix, ce qui assomme simplement le malheureux qui se prend le tir.

Des armes plus conventionnelles sont aussi présentes telles que des revolvers, des fusils à pompe, des carabines ou des Kalachnikov.

## Manga
Le manga est prépublié à partir de 1995. La première série comporte trois volumes dans son édition originale chez Tokuma Shoten entre 1996 et 1999. Une réédition a été faite en deux volumes chez Shōnen Gahōsha en 2000. Cette dernière est publiée en version française par Tonkam.
La seconde série intitulée Trigun Maximum est prépubliée entre 1998 et 2007 et comporte un total de quatorze tomes. La version française est publiée par Tonkam.

## Anime

### Série de 1998
Distribué en Europe et en France à partir de 2000 par Dybex en VHS, puis en DVD à partir de 2003.

#### Fiche technique
- Format : 26 épisodes de 25 minutes
- Année : 1998
- Réalisation : Satoshi Nishimura
- Character design : Takahiro Yoshimatsu
- Auteur original : Yasuhiro Nightow
- Musiques : Tsuneo Imahori
- Animation : Madhouse

#### Distribution
- Masaya Onosaka (VF : Bruno Magne) : Vash the Stampede
- Hiromi Tsuru (VF : Bérangère Jean) : Meryl Stryfe
- Satsuki Yukino (VF : Naïke Fauveau) : Milly Thompson
- Sho Hayami (VF : Constantin Pappas) : Nicholas D. Wolfwood

#### Liste des épisodes
1. The $$ 60.000.000.000 Man
2. Truth of Mistake
3. Peace Maker
4. Love and Peace
5. Hard Puncher
6. Lost July
7. BDN
8. So, Between Wasteland and Sky
9. Murder Machine
10. Quick Draw
11. Escape from Pain
12. Diablo
13. Vash the Stampede
14. Little Arcadia
15. Demons Eye
16. Fifth Moon
17. Rem Saverem
18. Goodbye for Now
19. Hang Fire
20. Flying Ship
21. Out of Time
22. Alternative
23. Paradise
24. Sin
25. Live Through
26. Beneath This Sky So Blue

### Film d'animation
En 2010, le studio d'animation Madhouse a réalisé un film d'animation nommé Trigun: Badlands Rumble qui narre une histoire parallèle avec les mêmes protagonistes.